# ديانا إبراهيم
ديانا إبراهيم هي ممثلة صوت لبنانية.

## فيلموغرافيا

### أدوار الدبلجة
- يوسف الصديق - زليخا[1]

## روابط خارجية
- ديانا إبراهيم على موقع IMDb (الإنجليزية)